# Eustroma fractifasciaria
Eustroma fractifasciaria är en fjärilsart som beskrevs av John Henry Leech 1897. Eustroma fractifasciaria ingår i släktet Eustroma och familjen mätare. Inga underarter finns listade i Catalogue of Life.